# Donzenac
Donzenac (okcitansko Domzenac) je naselje in občina v južnem francoskem departmaju Corrèze regije Limousin. Leta 2007 je naselje imelo 2.385 prebivalcev.

## Geografija
Kraj leži v pokrajini Limousin ob reki Maumont; slednja nastane dva kilometra pred samim naseljem z združitvijo potokov Maumont blanc in Maumont noir; 10 km severno od Brive-la-Gaillarda.

## Uprava
Donzenac je sedež istoimenskega kantona, v katerega so poleg njegove vključene še občine Allassac, Sadroc, Sainte-Féréole, Saint-Pardoux-l'Ortigier in Saint-Viance z 9.571 prebivalci.
Kanton Donzenac je sestavni del okrožja Brive-la-Gaillarde.

## Pobratena mesta
- Wolframs-Eschenbach (Bavarska, Nemčija),
- Riche (Moselle, Lorena).